# الموارد المائية في السودان

## [1]الموارد المائية في السودان
تشمل الموارد المائية في السودان مياه الأمطار والأنهار والمياه السطحية والجوفية. تهطل الأمطار بغزارة في جنوب ووسط السودان. بالرغم من أن الشمال جاف بشكل عام لكنه غني باحتياطيات المياه الجوفية. طبقاً لإتفاقية مياه حوض وادي النيل المبرمة في عام 1959م تبلغ حصة السودان في مياه النيل حوالي 18,5 بليون متر مكعب لكن الاستعمال الفعلي حالياُ يبلغ 12,2 متر مكعب. تعتبر السهول المنخفضة والمستنقعات وأماكن تجمع مياه الأمطار تقليدياً مراعي للحيوانات المنزلية. تقدر موارد المياه الجوفية بحوالي 15,2 تريليون متر مكعب وهي توجد في نصف مساحة السودان. هذا المخزون الإستراتيجي يمثل أكثر من 200 ضعف إجمالي تدفقات المياه من النيل. استغلال احتياطيات المياه الجوفية الكبيرة لمقابلة التأثيرات الخطيرة لنقص المياه يعتبر أحد أكبر اهتمامات الحكومة.

### في مجال تحليل المياه
- تحليل المياه لمعرفة صلاحيتها سواء للشرب، الزراعة أو الصناعة.[3]

### في مجال دراسة الوديان
- رصد كميات مياه الوديان وفترة سريانها.
- دراسة مواقع الحفائر والسدود.
- المشاركة في وضع انسب الطرق لحصاد مياه الوديان.[3]

## المياه السطحية
يوجد في السودان حوالي مليون هكتار من المياه السطحية، أهمها نهر النيل وروافده الذي يمتد على طول 2,000 كيلومتر. تغطي الأراضي الرطبة ما نسبته 10% من مساحة البلاد، بينما تغطي الغابات ما نسبته 4%. ويوجد العديد من مجاري المياه الموسمية (الأخوار) التي تجري خلال موسم الأمطار القصير. أهم هذه الأنهار هي نهر القاش، وبركة، وخور أربعات في الشرق، ووادي أزوم وجلول إلى جانب الكثير غيرها في دارفور، وخور أبو حبل، الذي يستنزف المياه من جبال النوبة في جنوب كردفان.

## الأراضي الرطبة
يوجد 30 نوعاً متميزاً من المناطق الرطبة في السودان.

## المياه الجوفية
تتوافر المياه الجوفية بيسر أكبر من مصادر المياه الأخرى خلال موسم الجفاف الطويل. ويعتمد ما لا يقل عن 80% من السكان، بشكلٍ كليّ تقريباً، على المياه الجوفية. وبعيداً عن حوض النيل وغيره من آبار الأنهار غير النيلية، تعتبر المياه الجوفية المصدر الوحيد للمياه. ويبلغ حجم المياه الجوفية المتوفر 900 مليار متر مكعب، مع إعادة تغذية سنوية تبلغ 1,563 مليار متر مكعب.